# DeKalb megye (Missouri)
DeKalb megye az Amerikai Egyesült Államokban, azon belül Missouri államban található. Megyeszékhelye Maysville, legnagyobb városa Cameron. Lakosainak száma 11 029 fő (2020. április 1.). DeKalb megye Gentry, Clinton, Daviess, Caldwell, Buchanan és Andrew megyékkel határos.

## Népesség
A megye népességének változása:
| Lakosok száma | 12 878 | 12 918 | 12 905 | 12 840 | 12 687 | 11 029 |
|               | 2010   | 2011   | 2012   | 2013   | 2015   | 2020   |